# (30886) Hayashitadashi
(30886) 1992 WJ1 est un astéroïde de la ceinture principale découvert en 1992.

## Description
(30886) 1992 WJ1 a été découvert le 17 novembre 1992 à l'observatoire de Kitami, situé à l'est d'Hokkaidō (Japon), par Kin Endate et Kazuro Watanabe.

### Caractéristiques orbitales
L'orbite de cet astéroïde est caractérisée par un demi-grand axe de 2,69 ua, un périhélie de 2,13 ua, une excentricité de 0,21 et une inclinaison de 14,01° par rapport à l'écliptique. Du fait de ces caractéristiques, à savoir un demi-grand axe compris entre 2 et 3,2 ua et un périhélie supérieur à 1,666 ua, il est classé, selon la JPL Small-Body Database, comme objet de la ceinture principale.

### Caractéristiques physiques
(30886) 1992 WJ1 a une magnitude absolue (H) de 13,5 et un albédo estimé à 0,193.